# Schönau im Schwarzwald
Schönau im Schwarzwald è un piccolo comune, con status di città, del sudovest della Germania, nel Land del Baden-Württemberg. Appartiene al circondario di Lörrach.

## Geografia fisica
Il comune sorge a sud-ovest dell'area della Foresta Nera (Schwarzwald) si trova non lontano dai confini con Svizzera (dalle parti di Basilea) e Francia (dalle parti di Mulhouse). Altro importante centro non distante, a circa 50 km-nord, è quello di Friburgo.

## Storia
Schönau venne fondata nell'anno 1113 e nel 1809 ottenne lo status di città.
La cittadina tedesca è famosa per la riforma energetica attuata dagli stessi abitanti: questi sono infatti riusciti, comprando le linee elettriche comunali e producendo energia con tecnologie alternative decentrate, a rendere Schönau il primo paese al mondo dove esiste l'autogestione energetica.
L'iniziativa si deve ad un gruppo di abitanti i quali, dopo il disastro di Černobyl', decise di impegnarsi per un futuro senza il nucleare facendo seguire, anche grazie all'iniziativa di uno dei promotori del progetto, Michael Sladek, alle parole, i fatti.

## Economia

### Turismo
Situato nel contesto ambientale della Foresta Nera (Schwarzwald), è turisticamente recettivo soprattutto per via dell'ambito naturalistico in cui si trova.

## Amministrazione

### Gemellaggi
- Villersexel